# 1 Dywizjon Żandarmerii

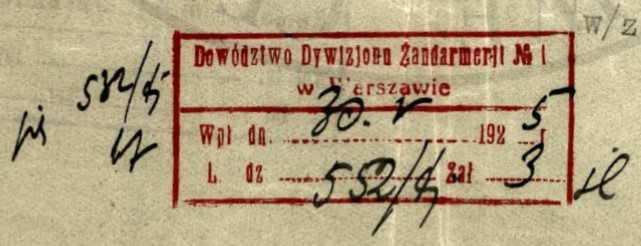
Odcisk pieczęci dowództwa dywizjonu

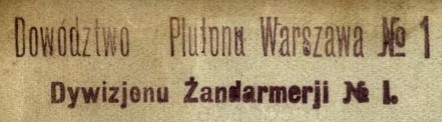
Odcisk pieczęci Dowództwa Plutonu Warszawa Nr 1

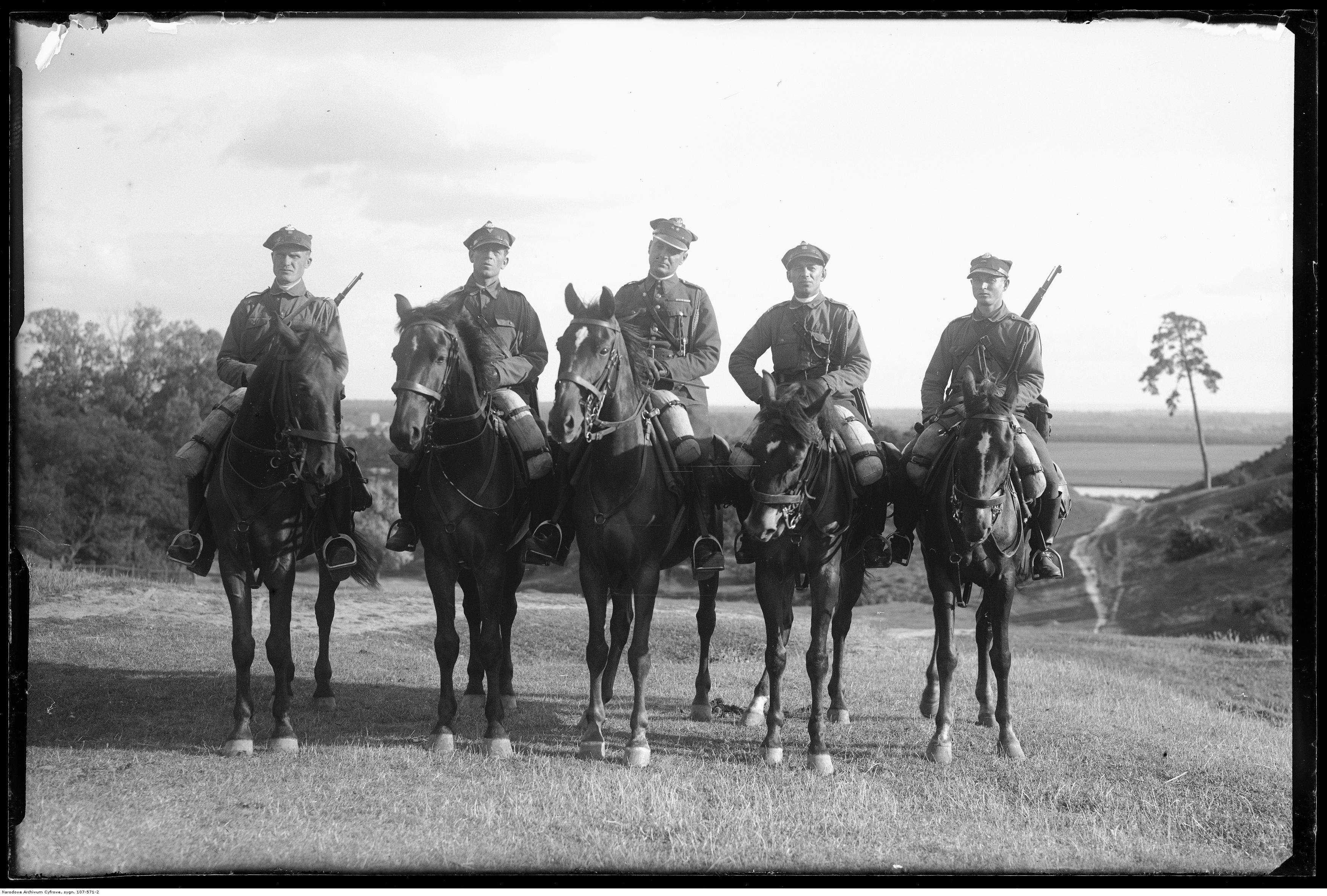
Patrol żandarmerii pod dowództwem por. Jerzego Dąbrowskiego na manewrach w okolicy Nowego Miasta nad Pilicą

1 Dywizjon Żandarmerii (1 dżand.) – oddział żandarmerii Wojska Polskiego.

## Historia dywizjonu
1 Dywizjon Żandarmerii wraz z podporządkowanymi pododdziałami stacjonował na terenie Okręgu Korpusu Nr I. Dowódca dywizjonu pełnił równocześnie funkcję szefa żandarmerii w DOK I.
Zawiązkiem dywizjonu było Dowództwo Żandarmerii przy Dowództwie Okręgu Generalnego Warszawa utworzone 7 grudnia 1918.
23 listopada 1918 Dowództwu Żandarmerii przy DOGen. Warszawa podporządkowano oddziały tajnej żandarmerii Polskiej Organizacji Wojskowej, które do tego czasu działały samodzielnie i niezależnie od władz wojskowych.
7 stycznia 1920 kapitan Władysław Gabriel został przeniesiony z 17 pułku piechoty do Dowództwa Żandarmerii Okręgu Generalnego „Warszawa” na stanowisko dowódcy Szwadronu Zapasowego.
9 stycznia 1920 dowódca 2 plutonu żand. w Warszawie, podporucznik Edward Gorczyca otrzymał przeniesienie do Dowództwa Żandarmerii przy Dowództwie Okręgu Generalnego „Kielce” na stanowisko dowódcy plutonu żand. w Miechowie.
W lutym 1922 dowództwo dyonu zostało przeniesione z ulicy Marszałkowskiej 149 na ulicę Ciepłą 32.
Z dniem 10 lipca 1922 pluton śledczy żand. (pluton żand. Warszawa nr 5) otrzymał rejon służbowy wydzielony z rejonu plutonu żand. Modlin i obejmujący powiaty: warszawski, miński, radzymiński, grójecki, błoński i sochaczewski. Dziesięć dni później pluton nr 5 został wyłączony z podporządkowania Dowództwa Plutonów Żandarmerii Warszawa.
Na podstawie rozkazu dowódcy Okręgu Korpusu Nr I z 15 listopada 1922 do dywizjonu, w celu uzupełnienia braków kadrowych, zostało przeniesionych 30 podoficerów z innych broni. 
W lipcu 1923 zorganizowane zostały posterunki żand. w Jabłonnie i Rembertowie.
W sierpniu 1924 został utworzony posterunek żand. w Sulejówku liczący 4 żandarmów, którego zadaniem była ochrona willi „Milusin”, w której wówczas mieszkał marszałek Polski Józef Piłsudski z rodziną. Obecnie w willi „Milusin” mieści się Muzeum Józefa Piłsudskiego.
W nocy z 30 na 31 stycznia 1925 w Ostrołęce zmarł tragicznie komendant tamtejszego posterunku żand., starszy wachmistrz Józef Gajny. Wymieniony wracając do domu z pogrzebu tragicznie zmarłego przodownika Policji spadł ze schodów I piętra „tak nieszczęśliwie, że doznał pęknięcia czaszki i poniósł śmierć na miejscu”. Wachmistrz Gajny został pochowany 2 lutego 1925 w Łomży. W pogrzebie wzięła udział między innymi delegacja 1 dyonu.
19 lutego 1925 dowództwo dyonu zostało przeniesione do Pałacu Mostowskich przy ulicy Przejazd 15. Koszary przy ulicy Krochmalnej 32 zajęły plutony nr 1, 3 i 5 oraz drużyna dowódcy dywizjonu. Kadra szwadronu zapasowego i pluton nr 2 pozostały na Cytadeli.
3 lutego 1926 dowódca dyonu, na wniosek powołanej przez siebie komisji, ustalił dzień 19 sierpnia jako datę święta dywizjonu. Święto nawiązywało do udziału żandarmów w obronie Płocka w 1920.
19 lipca 1926 dowódca Okręgu Korpusu Nr I zlikwidował posterunek żand. w Sulejówku, a żandarmów pełniących w nim służbę przydzielił do służby przy osobie marszałka Piłsudskiego. 
19 sierpnia 1927 marszałek Piłsudski wysłał dywizjonowi depeszę o treści: „na ręce pana pułkownika ślę w dniu święta waszego słowa serdecznego pozdrowienia dla całego pierwszego dywizjonu żandarmerii oraz życzenia, by pracą waszą kierowało, jak dotąd, wysokie poczucie obowiązku oraz oddanie się waszej żołnierskiej odpowiedzialnej służbie”.
17 lutego 1928 minister spraw wojskowych zatwierdził dzień 19 sierpnia, jako datę święta dywizjonu. 18 sierpnia 1928 dowódca, korpus oficerski i podoficerski 1 dyonu na łamach „Polski Zbrojnej” zawiadomili, że „Święto Pułkowe (19 VIII) w roku bieżącym uroczyście obchodzone nie będzie”.
W środę 5 grudnia 1928 około godz. 3.00 w czasie pełnienia służby ochronnej na tyłach pałacu Belwederskiego w Warszawie został zastrzelony starszy żandarm Franciszek Koryzma z 3 plutonu żand.
24 grudnia 1928 wieczerzę wigilijną w 3 plutonie żand. zaszczycił obecnością szef Gabinetu Ministra Spraw Wojskowych, podpułkownik Aleksander Prystor, któremu towarzyszył dowódca plutonu kapitan Leonard Müller. W czasie wieczerzy śpiewano kolędy. Śpiewającym żandarmom akompaniowali: wachmistrz Rabczuk na skrzypcach i starszy żandarm Micholak na fortepianie.
4 lutego 1932 prezydent RP nadał Krzyż Niepodległości wachm. Mieczysławowi Rożenowi z szwadronu ochronnego.
W dniach 24-26 lutego 1933 we Lwowie zostały rozegrane zawody szermiercze o mistrzostwo wojska. Mistrzem wojska na 1933 w szermierce na szable wśród oficerów, w grupie olimpijskiej został oficer dywizjonu kapitan Władysław Segda.
W 1934 Prezes Rady Ministrów odznaczył dziewięciu podoficerów dyonu Brązowym Krzyżem Zasługi, po raz pierwszy, za akcję przeciwpowodziową:

- st. wachm. Piotr Paweł Krzyżański
- tyt. st. wachm. Józef Jakubowski z post. żand. Garwolin
- tyt. wachm. Adam Hetmańczyk
- tyt. wachm. Edward Pochmurski
- plut. Franciszek Żaba
- kpr. Florian Górski
- kpr. Aleksander Kropielnicki z post. żand. Garwolin
- kpr. Jerzy Pułaczewski
- kpr. Tadeusz Wróblewski

12 grudnia 1935 minister spraw wojskowych unieważnił dotychczasową datę święta dywizjonu oraz zatwierdził dzień 13 czerwca, jako datę święta żandarmerii.
Jednostka nie posiadała sztandaru i odznaki pamiątkowej. Oficerowie i podoficerowie od 1931 mogli otrzymać odznakę pamiątkową Żandarmerii. W 1939 zamierzano wprowadzić do użytku „Znak Służbowy Żandarmerii”. Znaki miały być numerowane. Dla 1 dżand. przewidziano numery od 500 do 1999.

## Organizacja pokojowa i dyslokacja 1 dżand w 1939
| Organizacja pokojowa i dyslokacja 1 dżand w 1939 | Organizacja pokojowa i dyslokacja 1 dżand w 1939 | Organizacja pokojowa i dyslokacja 1 dżand w 1939 |
| Nazwa jednostki żand.                            | Siedziba                                         | Rejon służbowy                                   |
| ------------------------------------------------ | ------------------------------------------------ | ------------------------------------------------ |
| Dowództwo dyonu                                  | Warszawa, ul. Przejazd 15                        |                                                  |
| szwadron ochronny                                | Warszawa                                         | GISZ, MSWojsk., Sztab Główny i WIG               |
| pluton żandarmerii Warszawa I                    | Warszawa, ul. Krochmalna 32                      |                                                  |
| pluton żandarmerii Warszawa II                   | Warszawa, Cytadela, blok 62                      |                                                  |
| posterunek żandarmerii Palmiry                   | Palmiry                                          | filia nr 2 Głównej Składnicy Uzbrojenia nr 1     |
| pluton żandarmerii Warszawa III                  | Warszawa, ul. Rakowiecka 2c                      |                                                  |
| posterunek żandarmerii Kabaty                    | Las Kabacki                                      | obiekt BS-4                                      |
| pluton żandarmerii Warszawa IV                   | Warszawa, ul. Olszowa 2/4                        |                                                  |
| pluton żandarmerii Warszawa V                    | Warszawa, Okęcie, koszary 1 paplot.              | Dowództwo Lotnictwa, ITL, 1 plot.,               |
| pluton żandarmerii Warszawa Powiat               | Warszawa, ul. Olszowa 2/4                        |                                                  |
| posterunek żandarmerii Legionowo                 | Legionowo                                        |                                                  |
| posterunek żandarmerii Rembertów                 | Rembertów                                        |                                                  |
| posterunek żandarmerii Mińsk Mazowiecki          | Mińsk Mazowiecki                                 |                                                  |
| posterunek żandarmerii Zegrze Południowe         | Zegrze Południowe                                |                                                  |
| pluton żandarmerii Dęblin                        | Twierdza, blok nr 91                             |                                                  |
| posterunek żandarmerii Stawy                     | Stawy                                            | Główna Składnica Uzbrojenia nr 2                 |
| posterunek żandarmerii Irena                     | Irena, Dęblin                                    | Główna Składnica Lotnictwa nr 1                  |
| posterunek żandarmerii Garwolin                  | Garwolin                                         |                                                  |
| posterunek żandarmerii Radom                     | Radom                                            |                                                  |
| posterunek żandarmerii Sadków                    | Sadków                                           |                                                  |
| pluton żandarmerii Modlin                        | Modlin, ul. Kościuszki 289                       |                                                  |
| posterunek żandarmerii Ciechanów                 | Ciechanów                                        |                                                  |
| posterunek żandarmerii Płock                     | Płock                                            |                                                  |
| posterunek żandarmerii Pułtusk                   | Pułtusk                                          |                                                  |
| pluton Żandarmerii Łomża                         | Łomża, ul. gen. Młot-Fijałkowskiego 415          |                                                  |
| posterunek żandarmerii Zambrów                   | Zambrów                                          |                                                  |
| posterunek żandarmerii Ostrołęka                 | Ostrołęka                                        |                                                  |
| posterunek żandarmerii Ostrów Mazowiecka         | Ostrów Mazowiecka                                |                                                  |

## Kadra żandarmerii okręgu generalnego i dywizjonu
| Dowództwo dyonu | Dowództwo dyonu | Dowództwo dyonu |
| Dowódcy dywizjonu | Zastępcy dowódcy dywizjonu | Kwatermistrzowie |
| --- | --- | --- |
| por. żand. Zygmunt Żytomirski (7 XII 1918 - 16 XI 1919) mjr żand. Julian Sas-Kulczycki (15 XII 1919 - 21 XII 1920) ppłk żand. Franciszek Kopeczny (22 XII 1920 - 17 III 1922) ppłk żand. Wacław Harasymowicz (18 III 1922 - 15 X 1923) płk żand. Franciszek Kopeczny (16 X 1923 - 18 VII 1926) ppłk żand. Mieczysław Piątkowski (19 VII 1926 - 30 I 1929) mjr żand. Stanisław Kuciel (1 II 1929 - 22 I 1930) płk żand. dr Adam Paweł Popowicz (23 I 1930 - 1 IX 1939) | mjr żand. Adam Kubisztal (27 II - 16 X 1921) mjr / ppłk żand. Mieczysław Piątkowski (I - 18 III 1922) mjr żand. dr Alojzy Senkowski (18 III 1922 - 1923) ppłk żand. Mieczysław Piątkowski (1923 - 22 III 1924) mjr żand. Apolinary Jagodziński (1 IX 1924 - 17 III 1927) mjr żand. Marian Michał Weryński (XII 1929 - XII 1932) mjr żand. Jan Budzianowski (od XII 1932) mjr żand. Tadeusz Kurzeja | mjr żand. Marian Michał Weryński (1928 - XII 1929) mjr żand. Jakub Zapała (XII 1929 - 1939)                                                     |
| Adiutanci | Oficerowie do zleceń | Oficerowie śledczy |
| por. żand. Michał Czarnecki (1924) kpt. żand. Antoni Rudnicki (1925) kpt. żand. Henryk Fedorowicz (1926) por. żand. Stefan Górecki (od 1930) kpt. żand. Władysław Drzymulski (1939) | rtm. / kpt. żand. Henryk Fedorowicz por. żand. Jan Struński (1924) kpt. żand. Antoni Rudnicki (1925) por. żand. Leon Chendyński (1926) | rtm. Piotr Guziorski (do 25 II 1922) por. żand. Leon Chendyński (25 II - VIII 1922) por. żand. Jan Krzyżak (1924) kpt. żand. Józef Handt (1926) |
| Komendanci Kadry Szwadronu Zapasowego | Dowódcy Oddziału Szkolnego | Dowódcy szwadronu ochronnego |
| mjr żand. Marian Dobrzyński (18 III - VIII 1922) kpt. żand. Henryk Fedorowicz (p.o. od VIII 1922) mjr żand. dr Alojzy Senkowski | kpt. żand. Tadeusz Jan Podgórski (od 18 III 1922) kpt. żand. Alojzy Skaza (p.o. 1926) | kpt. / mjr żand. Jan Budzianowski (I 1930 – XII 1932) mjr żand. Kazimierz Adam Kaciukiewicz (1932 – VIII 1939)                                  |
| Dowódcy plutonów | | |
| Warszawa I | Warszawa II | Warszawa III |
| st. wachm. Andrzej Paciora (p.o. 1922) kpt. żand. Marian Michał Weryński (od V 1923) kpt. żand. Henryk Fedorowicz (1924) kpt. żand. Antoni Rudnicki (od 1 I 1926) por. żand. Władysław Wilhelm Wierzbicki (1939) | por. żand. Jan Krzyżak (II - VIII 1922) wachm. Michał Węgliński (p.o. od VIII 1922) kpt. żand. Edward Czuruk kpt. żand. Stanisław Galos (1926) kpt. żand. Alfred Theuer (1939) | kpt. żand. Leonard Müller (był w 1928) por. żand. pil. Feliks Horski (1930 – †6 X 1934) kpt. żand. Władysław Włodzimierz Sobczyk (1939)         |
| Warszawa IV | Warszawa Powiat (eks-Warszawa V) | Warszawa V |
| por. żand. Leon Chendyński (od VIII 1922) kpt. żand. Piotr Guziorski (1924) kpt. żand. Szymon Mayblum (od 1930) kpt. żand. Jan Joachim Zapisek (1939) | rtm. / kpt. żand. Piotr Guziorski (25 II - VIII 1922) kpt. żand. Jakub Zapała (od VIII 1922) kpt. żand. Marian Michał Weryński (1926) kpt. żand. Leon Chendyński (1939) | kpt. żand. Jerzy Dąbrowski (1939) |
| Dęblin | Łomża | Modlin |
| kpt. żand. Zygmunt Waldemar Grabikowski (1922) por. żand. Jan Krzyżak (1924) por. żand. Bolesław Grochal (1926) kpt. żand. Michał Szerszeniewicz (1939) | wachm. Stanisław Lipner (1922) por. żand. Aleksander Antoni Kaczorkiewicz (1924) kpt. żand. Ryszard Sikorski (1931) kpt. żand. Adam Altkirchen-Kirchmayer (1939) | rtm. Adam Englert (1922) kpt. żand. Antoni Czabański (1924) por. żand. Jan Krzyżak (1926) kpt. żand. Mieczysław Józef Golas                     |

Dowódcy Plutonów Żandarmerii Warszawa:
- kpt. żand. Leonard Müller (do 23 VIII 1923)
- kpt. żand. Alfred Antoni Skaza (od 23 VIII 1923)

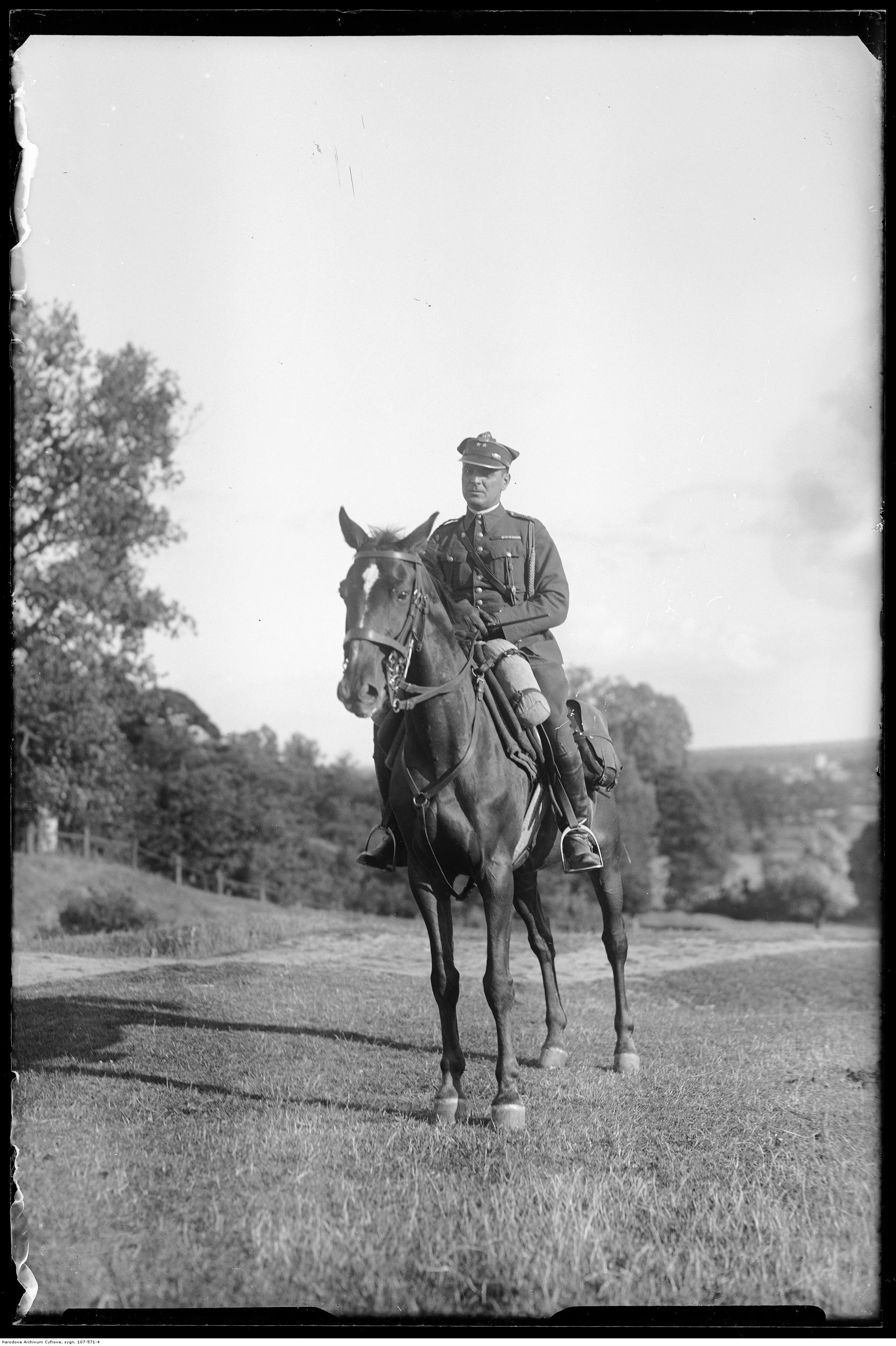
Por. Jerzy Dąbrowski

Obsada personalna Dowództwa 1 dżand. i szwadronu ochronnego w marcu 1939
- dowódca dywizjonu - płk żand. dr Adam Paweł Popowicz → szef Samodzielnego Wydziału Żandarmerii w M.S.Wojsk.
- I zastępca dowódcy – mjr żand. Tadeusz Kazimierz Kurzeja → dowódca żandarmerii Armii „Modlin”
- II zastępca dowódcy (kwatermistrz) - mjr żand. Jakub Zapała
- adiutant - kpt. żand. Władysław Drzymulski
- oficer mobilizacyjny – kpt. żand. Juliusz Józef Henryk Schön
- oficer śledczy – kpt. żand. Henryk Jan Łukowski
- lekarz – por. lek. Ignacy Marian Witkowski
- oficer gospodarczy – kpt. int. Jan Walenty Klimkowicz[e]
- I oficer do zleceń – por. żand. Jan Mieczysław Jakubowski
- II oficer do zleceń – ppor. piech. rez. pdsc mgr Kazimierz Lubecki
- dowódca szwadronu ochronnego - mjr żand. Kazimierz Adam Kaciukiewicz → dowódca Oddziału Ochronnego Kwatery Głównej Naczelnego Wodza
- zastępca dowódcy - kpt. żand. Tadeusz Kazimierz Kolijewicz
- młodszy oficer - por. żand. Karol Kaszycki

Oficerowie dywizjonu
- ppłk. żand. Witold Sokołowski
- mjr żand. Alfred Fleszar
- rtm. żand. Franciszek Flatau
- kpt. żand. Hipolit Morawski
- kpt. żand. Zygmunt Puchalik
- kpt. rez. żand. Klemens Remer
- kpt. rez. żand. Bronisław Witecki
- por. żand. Jan Petri
- ppor. rez. żand. dr Aleksander Gawlik[f]
- ppor. rez. żand. Tadeusz Górski[48]
- ppor. piech. Jan Kądziela
- ppor. dr Mieczysław Skrudlik[49] (do 28 VI 1919 → DG SZP w b. zaborze pruskim[50])

## Dziedzictwo tradycji
Na podstawie decyzji Nr 226 Ministra Obrony Narodowej z dnia 4 grudnia 1997 dziedzictwo tradycji 1 dywizjonu żandarmerii przyjął Pułk Ochrony im. gen. dyw. Bolesława Wieniawy-Długoszowskiego w Warszawie.